# 町村敬志
町村 敬志（まちむら たかし、1956年12月4日 - ）は、日本の社会学者。専門は、都市社会学。東京経済大学コミュニケーション学部教授、一橋大学名誉教授。東京市政調査会藤田賞、地域社会学会賞受賞。日本学術会議会員、日本都市社会学会会長、日本社会学会会長などを務めた。

## 来歴・人物
北海道出身。北海道札幌北高等学校、東京大学文学部卒業。同大学大学院社会学研究科修了。東京大学文学部助手、筑波大学社会科学系講師、一橋大学社会学部助教授、カリフォルニア大学ロサンゼルス校客員研究員を経て、1999年から一橋大学社会学部教授、北京日本学研究センター訪問教授。
2012年一橋大学大学院社会学研究科長・社会学部長。2020年一橋大学名誉教授、一橋大学大学院社会学研究科特任教授。2022年、東京経済大学コミュニケーション学部教授。
この間、日本都市社会学会会長、日本社会学会理事、地域社会学会理事、関東社会学会理事、日本学術会議会員を歴任。2018年に日本社会学会会長に選出された。

## 著書

### 単著
- 『「世界都市」東京の構造転換――都市リストラクチュアリングの社会学』（東京大学出版会、1994年）
- 『越境者たちのロスアンジェルス』（平凡社、1999年）
- 『開発主義の構造と心性―戦後日本がダムでみた夢と現実』（御茶の水書房、2011年）
- 『都市に聴け―アーバン・スタディーズから読み解く東京』（有斐閣、2020年）

### 共著
- （西澤晃彦）『都市の社会学――社会がかたちをあらわすとき』（有斐閣、2000年）
- （長谷川公一・浜日出夫・藤村正之）『社会学』（有斐閣、2007年）

### 編著
- 『開発の時間 開発の空間――佐久間ダムと地域社会の半世紀』（東京大学出版会, 2006年）
- 『都市の政治経済学』（日本評論社、2012年）
- 『都市空間に潜む排除と反抗の力』（明石書店、2013年）

### 共編著
- （倉沢進）『都市社会学のフロンティア（1）構造・空間・方法』（日本評論社、1992年）
- （曽良中清司・長谷川公一・樋口直人）『社会運動という公共空間――理論と方法のフロンティア』（成文堂、2004年）
- （吉見俊哉）『市民参加型社会とは――愛知万博計画過程と公共圏の再創造』（有斐閣、2005年）
- （似田貝香門）『地域社会学の視座と方法』（東信堂、2006年）
- （佐藤圭一）『脱原発をめざす市民運動―3・11社会運動の社会学』（新曜社、2016年）

### 訳書
- ロバート・E.パーク『実験室としての都市―パーク社会学論文選』（好井裕明と編訳、御茶の水書房、1986年）

## 家族・親族・系譜
曾祖父は実業家・政治家の町村金弥、祖父は町村農場創設者町村敬貴、北海道大学大学院法学研究科教授の町村泰貴はいとこ。